# Jiaozi

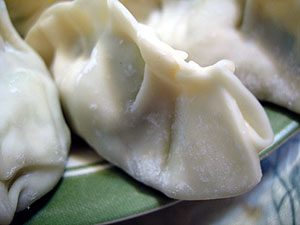
En närbild på nygjorda, okokta jiaozi.

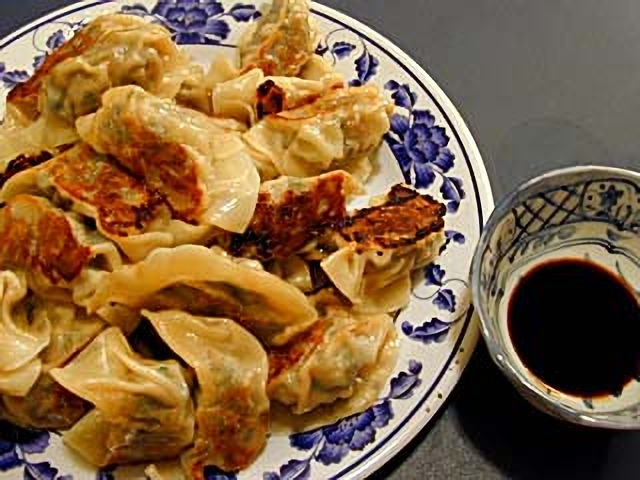
Tallrik med stekta jiaozi och liten skål med dippsås.

Jiaozi (kinesiska: 餃子, jiǎo-zi) är en traditionell kinesisk maträtt från norra Kina. I Sverige kallas den ofta dumpling [ˈdʌmplɪŋ] efter den engelska termen för tillagade degknyten. En jiaozi är närmast att likna vid en ravioli, ett degknyte med fyllning. Klimp i svenskan är snarlikt men utan fyllning. Snarlika med fyllning brukar kallas knyten.

## Varianter
Jiaozi kan delas in i tre grupper efter tillagning:
- Shuǐjiǎo (水餃, shuǐ-jiǎo), ’vattenjiaozi’, kokas i vatten.
- Zhēngjiǎo (蒸餃, zhēng-jiǎo), ’ångjiaozi’, ångkokas.
- Guōtiē (鍋貼, guō-tiē), ’potstickers’, steks först och bräseras sedan.

Av de tre sorterna är shuijiao den vanligaste och speciellt i norra Kina är det en mycket vanlig maträtt. Zhengjiao tappar inte formen under kokning som shuijiao gör och lämpar sig därför för finare knyten. Zhengjiao i olika former är själva basen för det kantonesiska kökets dim sum. Guotie är vanlig som gatuståndsmat i stora delar av Kina men stekning är också ett sätt att värma upp gamla jiaozi.
Jiaozidegen består i regel bara av mjöl och vatten, men grönsaksjuice kan också tillsättas för färgens skull. Jiaozideg utkavlad till små tunna plattor kallas ’skinn’ (pí 皮). Fyllningen (xiàn 餡) kan bestå av i stort sett vilket livsmedel som helst, även om fläsk och kinakål antagligen är vanligast. Jiaozi kan också vara helt vegetariska. Fyllningen smaksätts vanligen med salt och hackad färsk ingefära.

## Användning och spridning
Jiaozi äts ofta med en dippsås baserad på sojasås och vinäger, ofta toppad med tillsatser såsom chilipeppar, vitlök och sesamolja.
Jiaozi är sedan länge spridd till Korea – där de är kända som mandu (만두) – och till Japan – där de kallas gyōza (餃子).